# La Plana (Sant Vicenç de Montalt)
La Plana – miejscowość w Hiszpanii, w Katalonii, w prowincji Barcelona, w comarce Maresme, w gminie Sant Vicenç de Montalt.
Według danych INE z 2005 roku miejscowość zamieszkiwały 2 osoby.